# Oreomystis bairdi
El akikiki de Kauai (Oreomystis bairdi) es una especie de ave paseriforme de la familia Fringillidae endémica de la isla de Kauai, perteneciente al archipiélago de Hawái. Está en peligro crítico de extinción.

## Descripción
Se trata de un pequeño pájaro de color gris por el dorso y blanco por el vientre de tan sólo cuatro cm. de longitud.

## Distribución y hábitat
Se podía encontrar en la mayoría de las zonas bajas de la isla de Kauai, pero su área de distribución ha menguado considerablemente.

## Estado de conservación
Debido a una enfermedad infecciosa y al paso de dos fuertes huracanes en los años 80 su población a menguado considerablemente, llegando al punto que actualmente se cree que existen menos de 2000 individuos en libertad. Se encontraba con mayor frecuencia en la Reserva de Vida Silvestre Alakai.
Se está llevado a cabo un intento de cría en cautividad, que obtuvo su primer huevo en el año 2000.